# 许实章
许实章（1920年—2005年），男，广东潮安人，中国电机专家，曾任华中工学院教授、博士生导师。